# غازانيا خطية
غازانيا خطية (الاسم العلمي:Gazania linearis) هي نوع نباتي يتبع جنس الغازانيا من الفصيلة النجمية.  